# Епархия Гороки
 Епархия Гороки (лат. Dioecesis Gorokana) — епархия Римско-католической церкви c центром в городе Горока, Папуа – Новая Гвинея. Епархия Гороки входит в митрополию Маунт-Хагена. Кафедральным собором епархии Гороки является собор Пресвятой Девы Марии.

## История
18 июня 1959 года Римский папа Иоанн Павел II выпустил буллу Prophetica vox, которой учредил апостольский викариат Гороки.
15 ноября 1966 года Римский папа Павел VI издал булла Laeta incrementa, которой преобразовал апостольский викариат Гороки в епархию. В этот же день епархия Гороки вошла в митрополию Маданга.
18 марта 1982 года епархия Гороки вошла в митрополию Маунт-Хагена.
8 июня 1992 года епархия Гороки передала часть своей территории для возведения новой епархии Куандивы.

## Ординарии епархии
- епископ  Bernard Schilling (19.12.1959 — 15.11.1966);
- епископ John Edward Cohill (15.11.1966 — 30.08.1980);
- епископ Raymond Rodly Caesar (30.08.1980 — 18.06.1987);
- епископ Michael Marai (25.10.1988 — 15.11.1994);
- епископ Francesco Sarego (6.12.1995 — 9.06.2016, в отставке);
- епископ Dariusz Piotr Kałuża, M.S.F. (9.06.2016 — 12.09.2020 — назначен епископом Бугенвиля);
- епископ Walenty Gryk, S.V.D. (14.02.2022 — по настоящее время).

## Источник
- Annuario Pontificio, Ватикан, 2007
- Булла Prophetica vox, AAS 51 (1959), стр. 890  (лат.)
- Булла Laeta incrementa  (лат.)